# Силба
Силба (на хърватски: Silba) е хърватски остров в Адриатическо море, в северната част на страната. В административно отношение влиза в състава на Задарска жупания.

## Общи сведения
Остров Силба е разположен на север от залива Кварнер и на юг от залива Вирско море. На изток от него се намира остров Олиб, на северозапад – Лошин, на запад Премуда, а на юг група малки острови, отвъд които е остров Дуги оток.
Силба е разположен на северозапад от Задар, с който е свързан с редовна фериботна линия. Ферибот има и до град Мали Лошин на съседния остров Лошин. Силба е обявен за пешеходна зона и е забранено използването на автомобили.
Островът има площ от 14,27 км² и формата на цифрата 8. Дължината му е 8 км, а най-тясната му част е широка едва 700 м. Именно на това място е построено едноименното селище Силба, в което е съсредоточено почти цялото население на острова.
Най-високата точка на острова е връх Варх (83 м).

## История
Силба е споменат за пръв път през IX в. През X и XI в. е управляван от Хърватското кралство, а по-късно става притежание на Венеция, която го продава в 1639 г. за 12 350 дуката на капитан Франо Сопе. Не е известно кога и по какъв начин по-късно островът става собственост на богатата венецианска фамилия Моросини, но се знае, че те го владеят до първата четвърт на XIX в. Тогава, и по-конкретно през 1838 г., те го продават за 28 500 австрийски лири на Марко Рагузин от град Вели Лошин, който се завърнал с добро състояние от Америка.
През 1851 г. жителите на Силба го откупуват от него на цена пропорционална на частта, която владеело всяко семейство на острова.
През вековете поради лесния достъп на острова от всички страни, жителите му са страдали от набези на пирати. Затова са строили за защита кули, от които днес са останали три. За една такава кула споменава в записките си „История на Силба“ капитан Бартуо Сипичич (починал през 1862 г.). Нейните останки могат да се открият в околностите на село Силба. Самата кула е била издигната от Юрай Винтурич през 1598 г., но самите местни жители я съборили през първата половина на XIX в., тъй като била станала опасна.
Независимо че страдали от нашествия на пирати, от друга страна лесният достъп, доброто местоположение и удобните заливи улеснявали корабостроенето затова жителите на Силба се славели в миналото като добри моряци и корабостроители, които плавали на своите големи кораби из Адриатическо, Средиземно и Черно море. Днес този отрасъл отдавна не се развива, а голям брой местни фамилии и главно млади хора са емигрирали (основно в Южна Америка и най-вече в Аржентина).

## Население
Постоянното население на острова наброява 265 души (2001 г.), но през летните месеци се увеличава до няколко хиляди души.

## Туризъм
На Силва има много красиви плажове и лагуни. Хотели липсват, но могат да се наемат къщи за гости.